# آستین (ایندیانا)
آستین (به انگلیسی: Austin) شهری در ایالت ایندیانا، ایالات متحده آمریکا است. در سرشماری سال ۲۰۰۰، جمعیت این شهر ۴،۷۲۴ نفر اعلام شد. آستین جدیدترین شهر ایندیاناست که در تاریخ ۱ ژانویهٔ ۲۰۰۸ تأسیس شد.

## جغرافیا
آستین در موقعیت ۳۸°۴۴′۳۲٫۵۰″ شمالی ۸۵°۴۸′۱۶٫۵۰″ غربی / ۳۸٫۷۴۲۳۶۱۱°شمالی ۸۵٫۸۰۴۵۸۳۳°غربی قرار گرفته‌است.